# Semaeopus punctigera
Semaeopus punctigera là một loài bướm đêm trong họ Geometridae.